# Nichole Danzl
| Odkryte planetoidy: 6 | Odkryte planetoidy: 6 |
| --------------------- | --------------------- |
| (24835) 1995 SM55     | 19 września 1995      |
| (26181) 1996 GQ21     | 12 kwietnia 1996      |
| (26308) 1998 SM165    | 16 września 1998      |
| (33128) 1998 BU48     | 22 stycznia 1998      |
| (33340) 1998 VG44     | 14 listopada 1998     |
| (52975) Cyllarus      | 12 października 1998  |
| 1.                    |                       |

Nichole M. Danzl – amerykańska astronom amator. Jako studentka biologii na Uniwersytecie Arizony w ramach współpracy z programem Spacewatch odkryła 6 planetoid (5 samodzielnie, a jedną wspólnie z innymi astronomami).
Na jej cześć nazwano planetoidę (10720) Danzl.